# Бишів (Фастівський район)
Би́шів — село у Фастівському районі Київської області, центр Бишівської сільської громади. Розташоване за 25 км від селища Макарів. Найближча залізнична станція — Фастів, віддалена на 25 км. Площа населеного пункту — 806,4 га. Населення — 2773 особи. Кількість дворів — 1085. День села — 14 жовтня. Геральдика с. Бишів затверджена рішенням сесії Бишівської сільської ради у 2008 р. 14 жовтня 2009 р. Бишів святкував 500-річчя від дня свого заснування.

## Історія

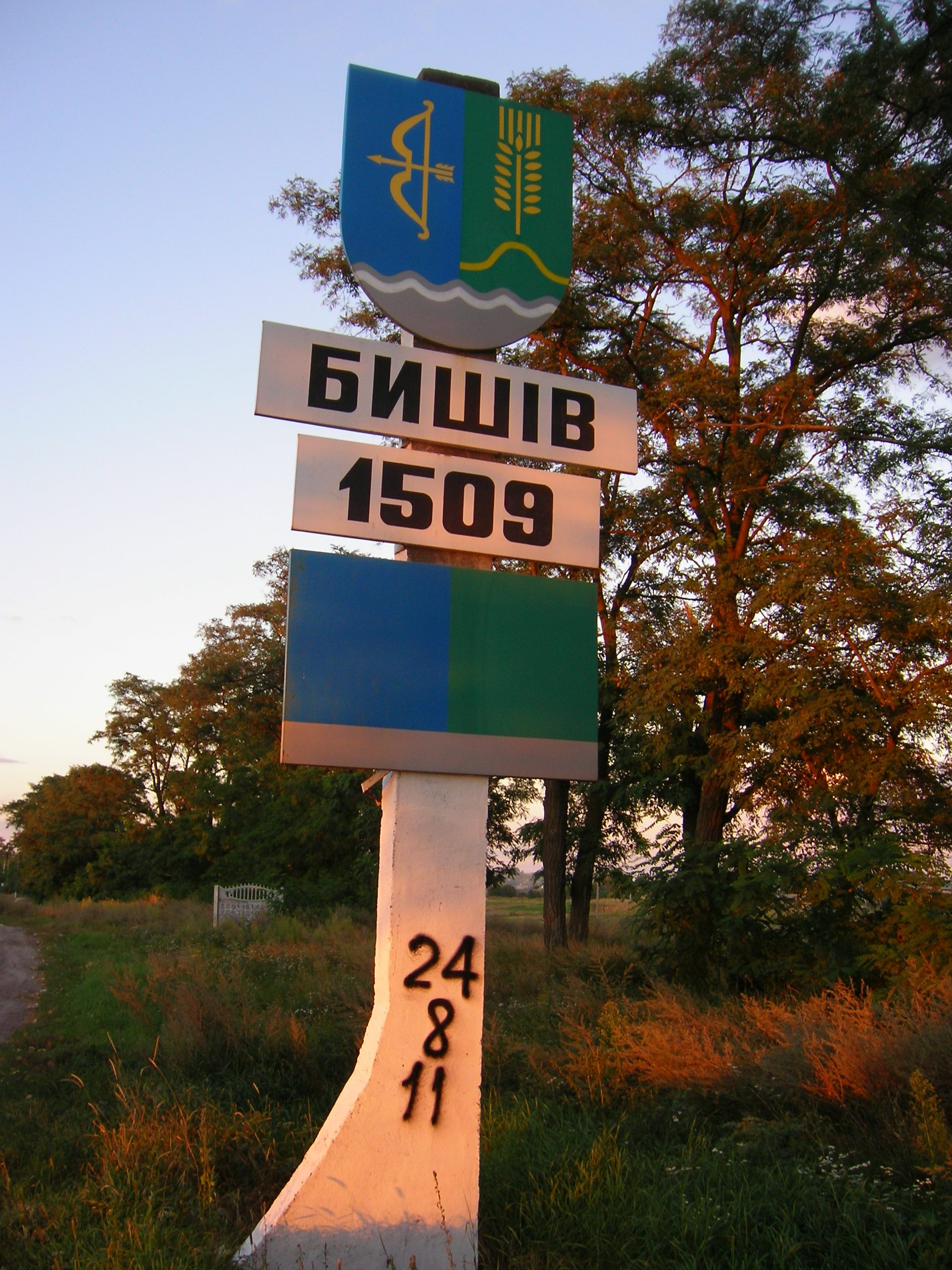

Назва села дуже давня, походить від давньоруської «бяше», «бяшити» — «він був», тобто вказує на його первісне походження. Є версія, що назва походить від слів «бій», «ішов» — Бишів.
На місці сучасного села стояло давньоруське городище Х-XII ст., збудоване за часів князя Володимира під час зведення Змієвих валів.
Найдавнішим поселенням Приірпіння називав Бишів краєзнавець XIX століття Едвард Руліковський. Він стверджував, що Бишів був заснований ще в V ст. до н. е., але після монгольської навали залишився пусткою. Відродження містечка Руліковський пов'язував з родиною Полозів, яка, за його даними, володіла ним з першої половини XV століття (згадка про Бишів зустрічається в «Словнику географічному королівства польського та інших слов'янських земель». Там його датовано як власність Полозів 1509 роком). Інші джерела зафіксували, що шляхетський литовський рід Полозів (родове гніздо якого розташоване на Пінському Поліссі), що був відомий у Київських землях завдяки військовим походам, з 1500 року володів Бишевом і навколишніми землями.
Від родини Полозів наприкінці століття містечко перейшло як придане польським магнатам Харленським. Саме під час правління та володарювання цих шляхтичів, Бишів почав зростати економічно, бо отримав привілеї, якими встановлювались на рік два ярмарки, звільнені від усіляких на те податків і недільні торги. Містечко одне з перших у Київському воєводстві двічі отримувало такі привілеї. 13 лютого 1581 року польський король Стефан Баторій на сеймі у Варшаві надав Бишеву Магдебурзьке право, а 1 червня 1616 р. король Зигмунт III підтвердив його. Імовірно, з того ж часу гербом Бишева став родовий герб власників містечка — шляхетського роду Харленських: на блакитному тлі срібний єдинорог (герб «Боньча»), відомий з пізніших печаток Бишівської ратуші.
Ось уривок з епохального для Бишева документу, який відшукала в архівах кандидат історичних наук Наталія Білоус, яка займається дослідженням історії Київщини 16-17 ст.: 
| «Иж мы на причину некоторых Пановъ Рад наших на сойме нинешнем при нась будучих, а особливо маючи бачєньє на заслуги урожоного Щесного Харленського, подкоморого земли Киевсъкое в именью его власном в повете Киевском лежачом местечьку Бышеве, которое он там ново осажати почал для лацвийшого и лепшого запоможеня подданных его мещанъ там в том мєстечку оседаючих, з ласки нашоє королєвскоє надаемы и установямы право майдеборское тым способом и обычаем, яко в месте нашом Киевском»[3]. |
Протягом 1648—1665 рр. Бишів входив до складу Білоцерківського полку української держави Військо Запорозьке. До «Реєстру Війська Запорозького 1649 року» вписано 69 осіб козацького стану, що мешкали в Бишеві. Він був тоді сотенним містечком. Бишівським сотником був тоді Йосип Прима. Під час походу 1651 р. Миколи Потоцького до Білої Церкви Бишів було знищено. Бишівська сотня, зрозуміло, припинила своє існування. Проте вже до початку 1654 р. Бишів відродився. В ньому було тоді 6 шляхетських, 21 козацький і 38 міщанських дворів. Городовим отаманом був тоді Вакула Костирка. Містечко було обнесено двома стоячими острогами, один з яких мав 2 проїзні вежі, а другий — одну проїзну вежу з ворітьми. У містечку була соборна церква Покрови Богородиці. У жовтні 1654 р. Данило Виговський виклопотав у Царя московського визнання своїх прав на маєток Харлінських у Бишеві. Проте він зміг вступити у власність лише по смерті Гетьмана Богдана Хмельницького у серпні 1657 р., оскільки офіційно маєток належав державному скарбові Війська Запорозького. По смерті Данила Виговського у листопаді 1659 р. маєток у Бишеві дістався його вдові Олені Хмельницькій, а після одруження 1660 р. її з Павлом Тетерею — йому. Бишівську сотню було відновлено. 1663 р. Бишівським сотником став Андрій Солошич. Проте 1663 р. з дозволу Гетьмана Павла Тетері у містечку стала залога з військ Речі Посполитої, а Бишівську сотню було скасовано. У травні 1665 р. Бишевом заволодів повстанський отаман Данило Васильович, який звав себе «овруцьким полковником» і узгоджував свої дії з московським урядом. Проте після його відступу до Києва у листопаді 1665 р. Бишевом знову заволоділи війська Речі Посполитої
Після Переяславської ради 1654 р. російські вельможі приймали присягу мешканців сіл та містечок Білоцерківського полку на вірність московському царю. Серед них значиться і Бишів. Після Андрусівського перемир'я Бишів на деякий час став власністю Тишкевичів, але незабаром знову повернувся до Харленських.

### XVIII—XIX століття
В ніч 8 — 9.07.1768 у Бишеві ночував зі своїм загоном гайдамацький ватажок Іван Бондаренко. Тут він вбив свого давнього кривдника Якименка. У Бишеві гайдамаки реквізували майно панського двору і католицького храму Божої Матері Руженцової.
У 1775 р. польський король Станіслав Август Понятовський своєю грамотою дарує Бишеву статус містечка. А з 1793 р. Бишівщина увійшла до Київського повіту, кількома роками потому — до Київської губернії.
Лаврентій Похилевич писав про село наступне:
| "Бишів містечко, що розташоване за 50 верст. від Києва, при р.Лупа, що впадає з лівої сторони в Ірпінь верст за 4. Жителів проживало (дані зазначені станом на 1887 рік): православних 2523; римо-католиків 45, євреїв 417. Міського податку до скарбниці сплачено Бишевом тільки 17 р. 82 к. Бишів був прикордонним містечком старовинної Польщі і за тих часів був досить багатолюдний. Згідно з переказом, у ньому знаходилося три торговельних площі, кілька церков і фортеця з польським гарнізоном. Залишки фортеці, що складаються з валів і ровів можна було побачити ще в XIX столітті. Утім за деякими ознаками вали ці можливо відносяться до віддаленішої епохи, ніж панування у цих краях Польщі. Місцеві жителі приписують розбудову укріплень рівноапостольному Володимиру. До тієї ж віддаленої епохи повинно бути віднесено і захоронення - високу могилу біля містечка, вершина якої з незапам'ятних часів розкопана, а також два вали, що пролягли від Ірпеня на північ до Пашківського лісу і далі до Мотижина. Висота цих валів від 3 до 7 аршинів. Років за 200 вони були звичайно вищі і крутіші. На Бишівських полях часто знаходять у землі залишки луків, залізних стріл, наконечників списів, а також гарматні ядра. Це доводить, що в цих місцях відбувалися битви, як у віддалені часи, коли воїни були озброєні тільки луками, списами і мечами, а також і в новітні часи, коли вогнепальна зброя замінила їх. Людські кісти, що викопуються іноді, є незвичних щодо нашого часу розмірів і свідчать також, що битви тут відбувалися дуже давно." |
Відносно населеного пункту письмові акти засвідчують, що Бишів належав до володінь митрополита, і після якоїсь з татарських навал був розорений і залишався спустошеним; проте, в XVI ст. став належати до давніх маєтків Полозів, яке належало до старовинного роду київської шляхти. Спочатку Бишевом володів Сенько Володкевич Полоз?, потім, його син Семен Полоз, ключник київський, що залишив по собі дочку Феню, а у тієї від першого шлюбу була донька також Феня від князя Івана Сенського, яку прийняв як пасербицю другий чоловік Димитро Видницький-Любецький (дивись далі) за якої Бишів згідно з її другим шлюбом перейшов у власність до Щесни Харленського. Щесни Харленський на древньому дитинці замковища збудував замок з нагорнутим валом, рівчаком і озброєнням. У 1649 році замок частково знищили козаки під командуванням Голуба.
З 1647 р. Бишевом розпоряджається якийсь Вітовський, здається за довірою князів Любецьких, який побудував тут латинський костел, при якому згодом заведений був домініканський монастир.
Пізніше Семен Палій, не визнаючи прав Харленських на цей маєток, підтримав спочатку домагання на Бишів Кароля Тишкевича. Боротьба К. Тишкевича з Харленськими детально описана в книзі доктора Антона «З минулого київського Полісся».
Боротьба однак скінчилася на користь Харленських, за допомогою талерів, що Харленські піднесли Фастівському полковникові, який прийняв нарешті їхню сторону. Тишкевич, однак, з дозволу Палія прожив залишок свого життя і помер у Бишеві, але не у відвойованому замку, а в особливому своєму будинку; а перед смертю заповів належне йому село Пашківка бишівським домініканцям. Однак права на Бишівський маєток його вдова надала Дмитрові Жабокрицькому, що почав нескінченний судовий процес.
У 1711 році фортецю захопили козацькі війська під командуванням Пилипа Орлика.
З 1729 року в замковому будинку поселилися отці Домініканці.
Згодом пустий замковий будинок розібрано, а з вилученого матеріалу побудовано невеличку капличку на місці колишнього костелу та поховальний склеп Харленських.
| "У власності Харленських Бишів і багато сусідніх сіл залишалися до 1843 року. Згаданого року маєток, обтяжений приватними і казенними боргами останнього власника з роду Харленских - Франца, продано з публічних торгів, за винятком невеликої частини, - села Воробієвки (сучасне с. Горобіївка), залишеної за Анною Михайлівною Харленською. Бишів з околицями був куплений княгинею Сесилією з Моршковських Радзивілл. Княгиня, помираючи в 1853 р., заповідала побудувати в Бишеві, замість дерев'яного кам'яний костел, будинок для ксьондзів і богодільню, на залишений нею капітал 70 000 р. сріблом. У 1855 р. Бишів з 2756 десятинами землі куплений у спадкоємця княгині Вільгельма, повіреним покійної при житті її виконавцем заповіту Григорієм Михайловичем Грушецьким." |
Кам'яний костел і будівлі при ньому улаштовані за заповітом Радзивілл піднімаються в давньому замку, колись маєтностей православного митрополита, для 45 жителів римського обряду; а 2300 православних ледь розмістились у дерев'яному застарілому храмі, утішаючи себе тим, що щире благочестя не поєднується з пихатістю і пишнотою. При костелі поховані дехто з князів Шуйских — землевласників з сусіднього містечка Ясногородки.
Ярмарки в Бишеві у ті часи відбувались: 1) у середу 4 тижня великого посту, 2) 5 травня; 3) 24 червня; 4) 6 серпня; 5) 1 жовтня; 6) з 21 по 30 листопада (дані наведено за Юліанським літочисленням). У Бишеві була чудово облаштована винокурня.
У містечку діяли церква в ім'я Покрови Пресвятої Богородиці, яка була побудована у 1762 р. і знищена комуністами у 1934 р., та костел, знищений у 1917 р. Діяли однокласна парафіяльна школа, єврейський Будинок молитви. Двокласне земське училище (3-4 класи) було відкрите у 1909 р. (будинок зберігся до нашого часу).
Метричні книги, клірові відомості, сповідні розписи церкви Покрова Пресвятої Богородиці м-ка Бишів Бишівської волості Київського пов. Київської губ. зберігаються в ЦДІАК України.

### XX століття
У 1900 р. до Бишівської волості входило 2 містечка, 15 сіл, 22 хутори, 3 німецьких колонії. Проживало 20 400 мешканців. У самому Бишеві налічувалося 348 дворів, жителів — 3604 особи. У 1912 р. — 6834 особи, у 1918 р. — 4666, у 1923 р. — більше 5000.
З початком Першої світової війни становище селян значно погіршилося. Основну масу працездатних чоловіків мобілізовано на фронт.
На початку 1918 р. містечко зайняли німецькі війська. Вже в травні до Бишева прибув каральний загін із 1150 солдатів для «втихомирення» і розправи над селянами. Для боротьби із завойовниками бишівчани вступили до партизанського загону, яким командував Москальчук. Частина з них була мобілізована до війська С. Петлюри.
В роки української революції містечко кілька разів переходило з рук в руки: петлюрівці, білогвардійці, більшовики, різні воєнізовані загони. У перші місяці 1919 р. в районі Бишева відбувались збройні сутички між військовими загонами УНР і радянськими. Селяни створювали партизанські загони. Один з найбільших, що налічував кілька тисяч осіб, отамана Соколовського, діяв у Бишівській волості.
7 серпня 1920 р. утворено комнезам, який очолив А. П. Юрченко. Навесні 1921 р. відбулися вибори до сільської ради, утворено волосний виконком, який очолили керівники комнезаму.
7 березня 1923 р. Бишів стає районним центром, до складу району входять 76 населених пунктів загальною кількістю населення 28 098 осіб.
У 1924 р. створено комсомольську організацію на чолі з С. Т. Кромбетом. Перший ТСОЗ у Бишеві створено у 1927 р. До нього ввійшло 19 господарств. Серед членів цього товариства були Іван Шістка, Василь Савченко, Ганна Банківська, Яків Ступак, Олекса Фещенко.

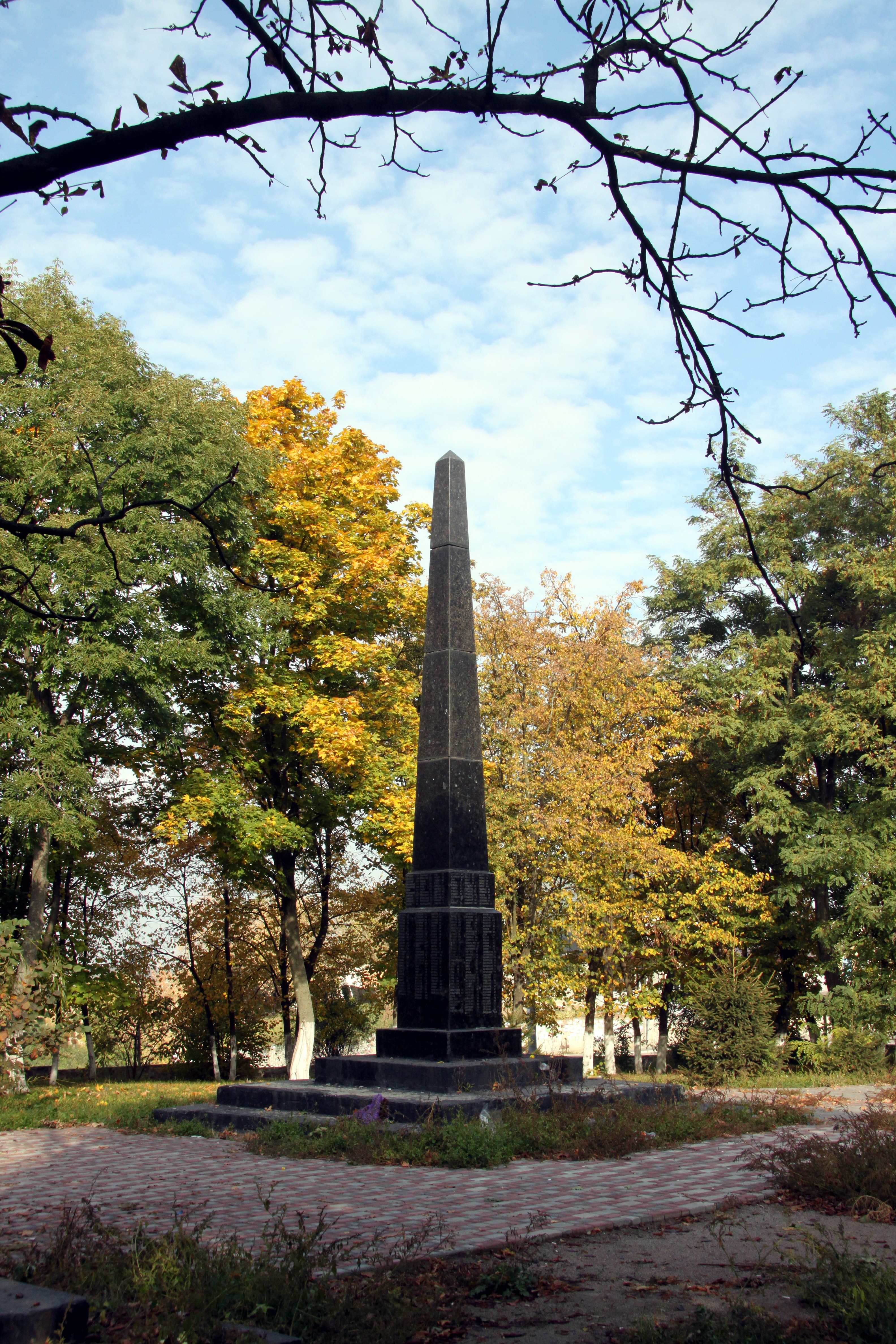
Пам'ятник на честь 123 воїнів-односельців, що не повернулися з фронтів війни, с. Бишів

22 грудня 1929 р. створено перший колгосп «Радянське поле» під головуванням С. Т. Кромбета. На кінець 1930 р. в Бишеві працювало 5 колгоспів: «Радянське поле» (голова Л. Г. Лобайчук), ім. Косіора (С. П. Олійник), ім. Якіра (М. О. Швидкий), ім. Боровського (М. Ф. Депутат) та на х. Лупське (В. П. Обухівський).
У 1933 р. організовано МТС, яка налічувала 20 тракторів, головним чином ХТЗ. Директором МТС призначено Антонюка, головним інженером — Цесіка.
Голодомор 1932—1933 рр. забрав життя півтори тисячі бишівців.
10 липня 1941 р. Бишів окуповано німецько-нацистськими військами. Оборонні бої на території Бишівського району вели воїни 171-ї стрілецької дивізії (командир О. Ю. Будихо). Під час окупації на примусові роботи до Німеччини вивезено 160 юнаків і дівчат.
Одразу з приходом німців у Бишеві членами ОУН створена підпільна націоналістична організація. Очолював її Д. Д. Прилипенко. У жовтні 1941 р. М. В. Манченко організував молодіжну підпільну групу, до якої згодом приєдналися з Пашківки, Чорногородки, Вульшки. У листопаді 1941 р. утворено районну підпільно-диверсійну організацію, яку очолювали М. В. Кошовий, І. Я. Осипенко, В. К. Бондар, а 5 травня 1943 р. — Бишівський партизанський загін під командуванням Г. О. Хитриченка.

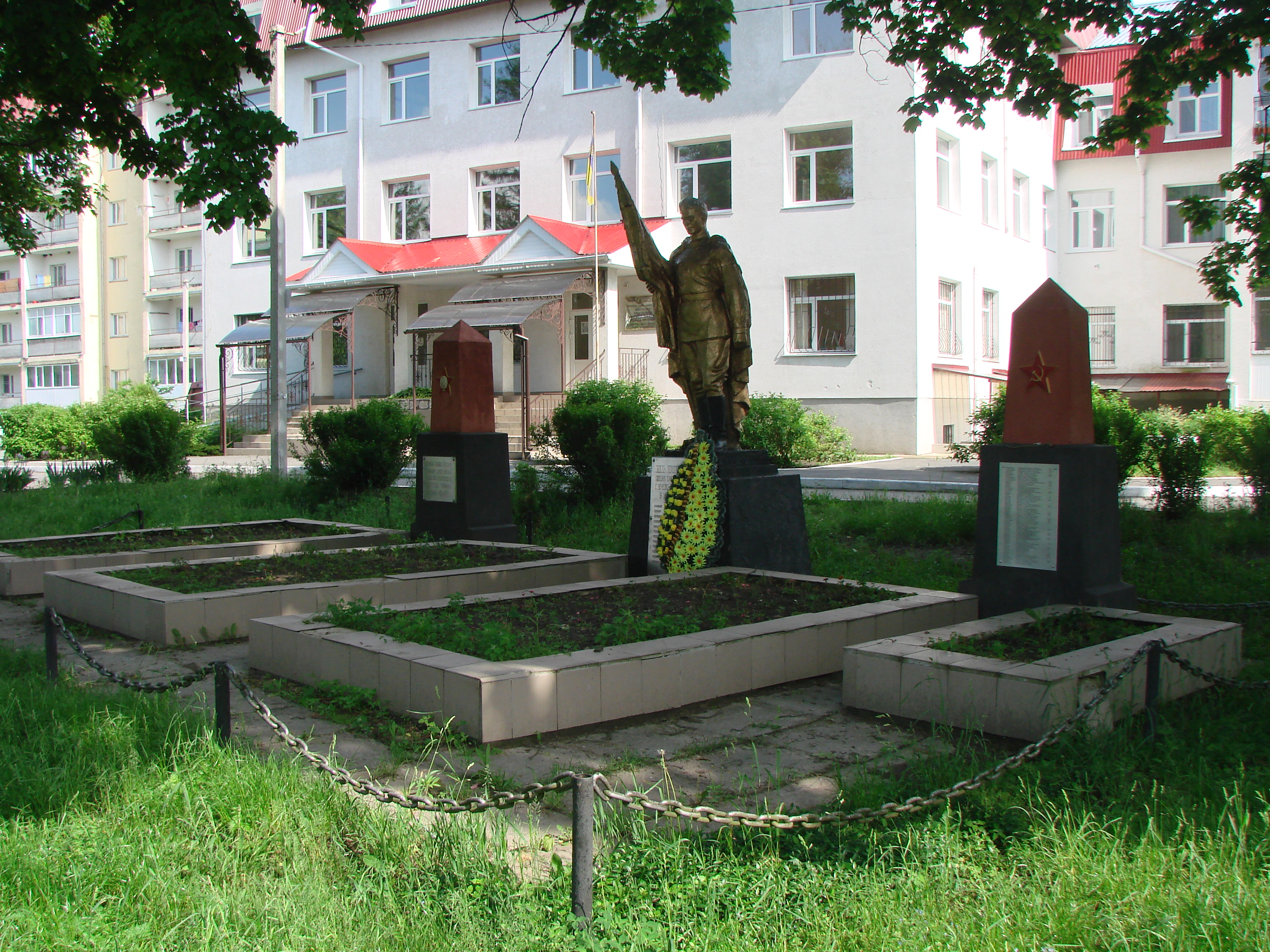
Братська могила 169 радянських воїнів, які загинули в боях при відвоюванні села в листопаді 1943 р., Бишів

Бишів відвойовано 8 листопада 1943 р. воїнами 1-го Українського фронту 8-ї армії у складі 100-ї, 126-ї, 131-ї стрілецьких полків.
Близько 1500 громадян селища було мобілізовано на фронти, з війни не повернулося 425 громадян. Жителі села обороняли Одесу, Київ, Москву, брали участь у Сталінградській, Курській битві, за Кавказ, Берлін.
У парку Слави споруджено пам'ятник на честь 67 воїнів-односельців, які тут поховані. Є Братська могила підпільників і партизан, розстріляних у 1943 р., 74-х радянських воїнів, які загинули при обороні села в 1941 р., Братська могила 69-ти воїнів, полеглих під час відвоювання села у листопаді 1943 р. — січні 1944 р.
Повернувшись додому, 290 демобілізованих воїнів стали працювати в колгоспі. На початку 1950-х років бишівські сільгоспартілі досягли значних успіхів у сільськогосподарському виробництві. У передовому колгоспі ім. Сталіна, де головою була О. Ю. Бабиченко, в 1958 р. на кожні 100 га угідь було вироблено по 4107 кг молока від кожної корови. У господарстві споруджувались типові механізовані корівники і свинарники.
У 1959 р. Бишів утратив статус райцентру через приєднання Бишівського району до Макарівського.
У 1959 р. три бишівські артілі об'єднали в одну, яку назвали ім. Ілліча. У 1967 р. тут працювало 36 тракторів, 24 комбайни, 33 вантажні автомашини, 113 електромоторів. На тваринницьких фермах налічувалось 1000 корів.
У 1967 р. на кожні 100 га сільськогосподарських угідь вироблено по 61 ц м'яса і 382 ц молока. Успішно розвивалося садівництво та овочівництво. Зростала оплата трудодня. У лютому 1969 р. на базі місцевого колгоспу створено радгосп ім. Ілліча.
Поступово змінювалося обличчя села, побут його мешканців. Пік розбудови припав на 1980-ті роки.
Після реформ 1990-х років і реорганізації господарства на початку 2000-х землі радгоспу були розпайовані між його працівниками.
Село пишається своїми людьми. Це кавалери ордена Леніна: О. Ю. Бабиченко, М. І. Пінчук, М. Бліновська, П. Е. Білоус, М. Ф. Сироватка, М. В. Пустовий, С. А. Плясун. К. Г. Савченко має звання «Мати-героїня».

## Населення

### Мова
Розподіл населення за рідною мовою за даними перепису 2001 року:
| Мова            | Кількість | Відсоток |
| --------------- | --------- | -------- |
| українська      | 2774      | 96.55%   |
| російська       | 85        | 2.96%    |
| білоруська      | 5         | 0.17%    |
| польська        | 1         | 0.03%    |
| вірменська      | 1         | 0.03%    |
| інші/не вказали | 8         | 0.26%    |
| Усього          | 2873      | 100%     |

## Відомі люди
- Андрійко Олександр Опанасович (* 1951) — доктор хімічних наук, професор.
- Ю. О. Андрійко — доктор хімічних наук (працює у Віденській АН);
- Атаманенко Олег Віталійович (1978—2023) — молодший сержант Збройних сил України, учасник російсько-української війни.
- М. Л. Головко — доктор історичних наук, ректор Академії праці і соціальних відносин;
- М. С. Кармазіна (вроджена Костецька) — доктор політичних наук (1999), кандидат історичних (1989), професор (2002), Заслужений діяч науки і техніки України (2010), завідувачка відділу соціально-політичної історії Інституту політичних і етнонаціональних досліджень НАН України (з 2010);
- Борис Бойко — художник;
- Віктор Клименко — художник;
- У Бишеві у 1923 р. народився відомий український письменник Микола Якович Олійник, автор багатьох художніх творів;
- Ходос Людмила Вікторівна — правник і громадська діячка;
- У місцевій школі навчався дитячий письменник Богдан Чалий;
- Ступак Микола Лаврентійович — депутат Верховної Ради УРСР 9-10-го скликань.
- Балабан Олег Валерійович (* 1966) — кандидат медичних наук, Заслужений лікар України.
- Сніжко Максим Олександрович (1995—2023) — солдат Збройних сил України, учасник російсько-української війни.

## Сучасність
Сьогодні в селі діють Бишівська ЗОШ I—III ступенів, Будинок культури, сільська бібліотека, дільнична лікарня, історико-краєзнавчий музей (керівник — член Національної спілки краєзнавців України Валерій Вікторович Обухівський). При Будинку культури працюють народний самодіяльний хор «Чарівник», самодіяльний ансамбль «Любисток» — жіночий вокальний ансамбль (керівник — В. П. Ступак), вокальний ансамбль «Струмок» (Л. А. Мірошкіна), молодіжний танцювальний ансамбль «Віночок», дитячі танцювальні ансамблі «Світанок» та «Капітошка» (Н. П. Тугай).
На території села знаходяться 15 виробничих об'єднань та фірм, у тому числі «С. О. К.» — з надання послуг населенню, ТОВ «Промет» (металообробка), ДП «Україна-Нафта»; 26 приватних торговельних об'єктів.
Бишів — зона інтенсивної забудови. Тут функціонує клініка сімейної медицини з денним стаціонаром на 25 ліжок, збудована церква Святої Покрови Богородиці, у проекті — спорудження кварталу з висотними житловими будинками. Здійснюється реконструкція Будинку культури, дитячого садка, приміщення сільської ради, на черзі — середня школа. У селі більшість вулиць заасфальтовано, село газифіковане.
Серед пам'яток архітектури збереглися будівлі лікарні (кінець XIX ст.), земського училища (1909 р.), адміністративний будинок (друга половина 1930-х років), залишки городища, Змієвих валів давньоруського періоду.
3 березня 2022 року російські окупанти обстріляли село Бишів на Київщині, одна людина загинула і четверо поранених.

## Гімн
Слова Л. А. Мірошкіна

Музика Ю. М. Кромбет

Пишається здавен козацька слава,
Видніються відомі вітрові млини,
Вертається з минулого мій Бишів —
Живих легенд його святі сини.
Згадаймо городище, як початок,
Руїни й попіл, пустку від орди,
Як землю в шляхти вибороли в спадок,
Де наш Палій і Залізняк пройшли.
Мій Бишів — край омріяний віками,
Духовна частка серця, як зерно,
Ця пісня, що написана роками,
То процвітай прославлене село.
Земля батьків шлях долі пам'ятає
Музей, як сповідь воїнів-братів,
Своїх героїв поіменно знає
Земля славетних Змієвих валів.
Ніхто й ніщо на попіл не забутий,
Історія шанує імена
Про мужність бишівчан згадають люди
І обеліск — криниця край села.
Співай, мій краю, доля в нас єдина,
Шануймо землю, що життя дала,
Мій Бишеве, ти наша Україна,
Майбутнього надійна сторона.